# Kristin Minter
Kristin Minter (Miami, 22 november 1965) is een Amerikaanse actrice.
Minter is vooral bekend door het spelen van de rol van Kathy Winslow in Cool as Ice. Ze heeft een groot aantal kleine rollen in televisieseries gehad, zoals in ER, waarin ze Randi Fronczak speelde in 72 afleveringen in de periode 1995-2003.

## Films en televisieseries
- The Outsiders (1990)
- Home Alone (1990)
- Cool as Ice (1991)
- Passed Away (1992)
- Flashfire (1993)
- Moon Over Miami (1993)
- There Goes My Baby (1994)
- Family Album (1994)
- Dad, the Angel & Me (1995)
- University Hospital (1995)
- Pig Sty (1995)
- Fallen Angels (1995)
- Highlander (1995-1996)
- Kung Fu: The Legend Continues (1996)
- Lover's Knot (1996)
- Dick Richards (1996)
- Nash Bridges (1996)
- The Temple of Phenomenal Things (1997)
- Savage (1997)
- Soulmates (1997)
- Michael Angel"' (1998)
- The Effects of Magic (1998)
- Brimstone (1998)
- Tyrone (1999)
- King of the Open Mic's (2000)
- American Virgin (2000)
- G vs E (2000)
- Tick Tock (2000)
- Diamond Men (2000)
- The Bread, My Sweet (2001)
- Providence (2001)
- Myopia (2001)
- NYPD Blue (2001)
- The Gray in Between (2002)
- Waiting for Anna (2002)
- March 1st (2002)
- Straighten Up America (2003)
- John Doe (2003)
- ER (1995-2003)
- Halo 2 (2004) (voice)
- General Hospital (2004-2005)
- Blind Justice (2005)
- Crossing Jordan (2005)
- Pissed (2005)
- Friends with Money (2006)
- Pepper Dennis (2006)
- CSI: Crime Scene Investigation (2006)
- Dirt (2007)
- Six Sex Scenes and a Murder (2008)
- Blur (2008)
- Dead In Love (2009)
- Nip/Tuck (2009)
- What If... (2010)
- The Mentalist (2010)
- Blur (2011)
- Let Go (2011)
- Amnésique (2012)
- Eat Spirit Eat (2013)
- Ray Donovan (2013)

- Biblioteca Nacional de España: XX1151294
- Bibliothèque nationale de France: cb14207289w (data)
- International Standard Name Identifier: 0000 0000 7823 3702
- Library of Congress Control Number: no2010062491
- Virtual International Authority File: 2681911
- WorldCat: E39PBJxRxPHwfqFqpfMV3wkMT3